# Rio Albiş
O Rio Albiş é um rio da Romênia afluente do rio Cernat, localizado no distrito de Covasna.